# Plantagens lange skygger - En film om Sylvia Woods
Plantagens lange skygger - En film om Sylvia Woods er en film instrueret af Mette Knudsen efter manuskript af Janne Giese.

## Handling
Filmen lader den 70-årige Sylvia Woods fortælle om en sort arbejderkvindes lange aktive liv i modstand mod fascisme og kvindeundertrykkelse. Sylvia Woods repræsenterer de mange anonyme, sorte kvinder, som har ydet en formidabel indsats. Men hun har ingen plads i historien, som traditionelt kun omfatter de få berømtheder fra borgerretsbevægelsens dage.
Filmen er produceret på Filmværkstedet.